# Felicjan Maryński
Felicjan Maryński (ur. 27 maja 1892 we Wrześni, zm. 19 maja 1920 w Lipsku nad Berezyną) – kapitan Wojska Polskiego w II Rzeczypospolitej, kawaler Orderu Virtuti Militari.

## Życiorys
Urodził się w rodzinie Leopolda (kupca) i Juliany z domu Janickiej.
Pobierał naukę w gimnazjum, a w czasie jej trwania należał do tajnych organizacji. Następnie rozpoczął studia w Monachium. W latach 1914–1918 służył w armii Cesarstwa Niemieckiego, w której został mianowany podporucznikiem. Od listopada 1918 roku był członkiem Polskiej Organizacji Wojskowej Zaboru Pruskiego. Uczestnik powstania wielkopolskiego – organizator oddziałów piechoty w Poznaniu, brał udział w walkach pod Szubinem i Zbąszyniem. Za wykazane w tych bitwach męstwo odznaczony został Krzyżem Srebrnym Orderu Virtuti Militari (co zostało potwierdzone dekretem Wodza Naczelnego marszałka Józefa Piłsudskiego L.11434 z dnia 3 lutego 1922 r., opublikowanym w Dzienniku Personalnym Ministerstwa Spraw Wojskowych Nr 2 z dnia 18 lutego 1922 roku).
Uczestnik odsieczy Lwowa (po której został awansowany do rangi porucznika), a następnie wojny polsko-bolszewickiej – na stanowisku dowódcy I batalionu 67 pułku piechoty. W międzyczasie awansowany do stopnia kapitana. Ciężko ranny w dniu 19 maja 1920 roku pod Lipskiem nad Berezyną, popełnił samobójstwo chcąc uniknąć radzieckiej niewoli.
Zarządzeniem prezydenta Rzeczypospolitej Ignacego Mościckiego z dnia 20 lipca 1932 roku został, za pracę w dziele odzyskania niepodległości, odznaczony pośmiertnie Krzyżem Niepodległości z Mieczami.

## Ordery i odznaczenia
- Krzyż Srebrny Orderu Virtuti Militari Nr 4766[2][3]
- Krzyż Walecznych
- Krzyż Niepodległości z Mieczami[c]